# Inessa Armand
Inessa Fjodorovna Armand (ryska: Инесса Фёдоровна Арманд), ursprungligen Elisabeth-Inès Stéphane d'Herbenville, född 8 maj 1874 i Paris, död 24 september 1920 i Beslan i Ryssland, var en rysk (ursprungligen fransk) feminist och kommunist, direktör för kommunistpartiets jämställdhetsavdelning. Hon uppges ha varit Lenins långvariga älskarinna.

## Biografi

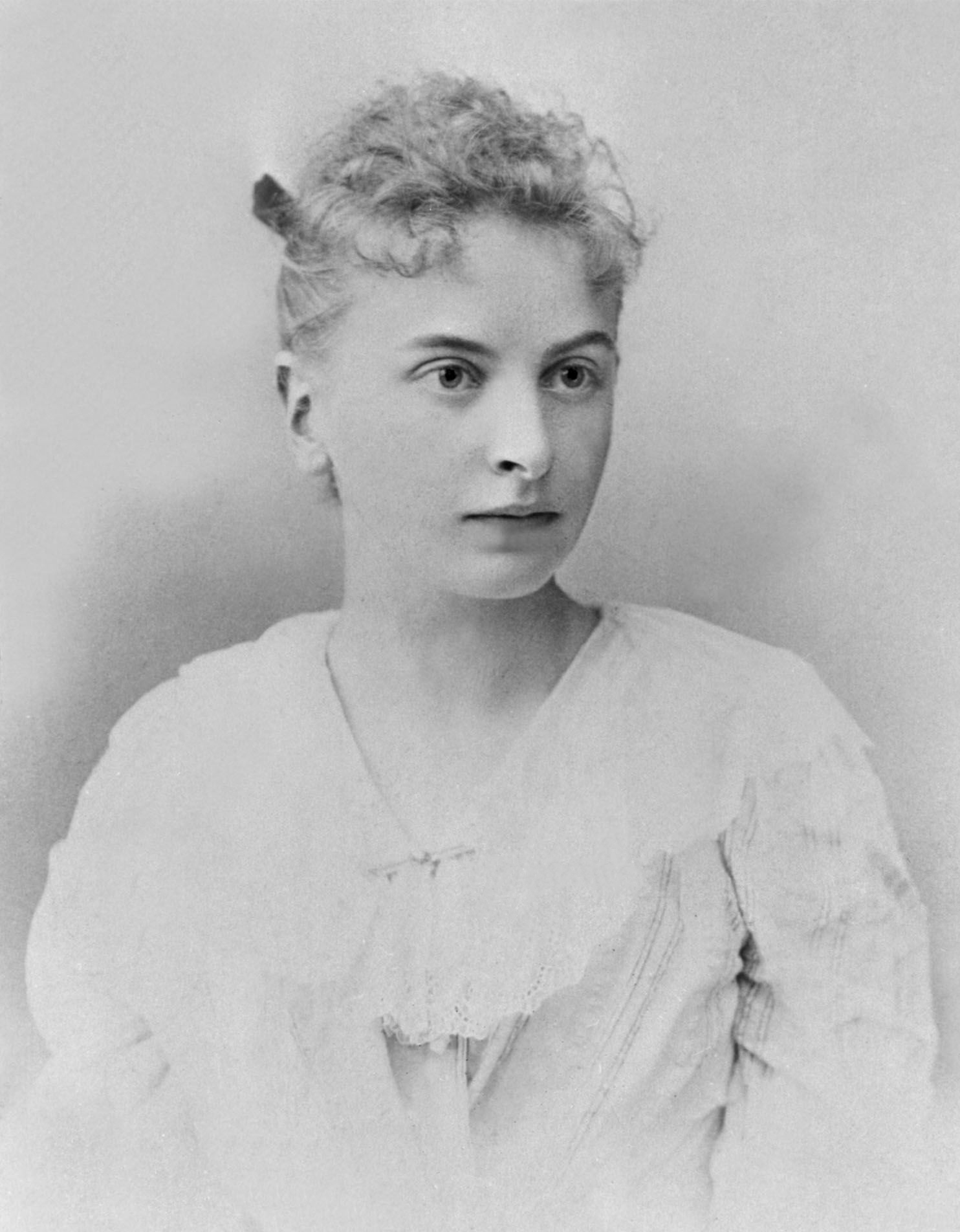
En ung Inessa Armand, någon gång under 1890-talet.

Armand var dotter till den franska operasångaren Théodore Stéphane och den brittiska komikern Nathalie Wild; efter faderns död, då hon var fem år gammal, uppfostrades hon hos en kvinnlig släkting i Moskva i Ryssland. Vid nitton års ålder (1893) gifte hon sig med Alexander Armand, son till en förmögen textilfabrikör. Hon öppnade med maken en skola för barn till bönder och var även aktiv i en välgörenhetsorganisation för fattiga kvinnor i Moskva. 
År 1903 anslöt sig Inessa Armand till det illegala socialdemokratiska partiet. Hon dömdes 1907 till två års inre exil till Mezen i norra Ryssland för att ha spritt illegal propaganda. Efter att i november 1908 ha lyckats lämna Ryssland tog hon sig till Paris, där hon fick kontakt med bolsjeviker i exil, bland andra Vladimir Lenin. Hon var en av 18 elever vid den skola på Grand Rue 17 i Paris där Lenin bedrev en marxistisk skola. Inessa översatte simultant från ryska till franska. Tycke uppstod och Inessa, Lenin och hans hustru Krupskaja flyttade ihop och bildade ett menage a trois. 
Armand blev 1911 sekreterare för Kommittén för utländska organisationer, som grundats för att organisera bolsjevikerna i västra Europa. Hon återvände till Ryssland 1912 för att organisera bolsjevikernas valkampanj inför valet till Duman och fängslades då åter tills hon i mars 1913 frigavs mot borgen och illegalt tog sig ur Ryssland. Hon levde sedan med Lenin och Nadezjda Krupskaja i Krakow i Polen (Galizien) men senare även i Schweiz. Från Krakow smugglade hon in Lenins tidning Pravda till Petersburg något som hon också häktades för, men senare släpptes efter borgen från sin äkta man. Under denna tid blev hon redaktör för Rabotnitsa. Armand ansåg att Europas kommunister borde vapenvägra under första världskriget och spred propaganda som uppmanade soldater att göra uppror mot sina befäl. I mars 1915 organiserade hon Socialistiska kvinnors internationella konferens mot krig i Schweiz.  
Strax efter tsarens abdikation i mars 1917 ingick Armand med Lenin bland de 26 kommunister som fick hjälp att korsa linjerna vid östfronten och återvända till Petrograd i Ryssland med ett ’plomberat’ specialtåg erbjudet av det tyska utrikesdepartementet, som hoppades att deras närvaro i Ryssland skulle bidra till ett slut på kriget. Efter oktoberrevolutionen blev hon exekutiv ledamot i Moskvas sovjet. Hon motsatte sig som sådan fördraget i Brest-Litovsk. Inessa Armand var direktör för Zjenotdel, kommunistpartiets jämställdhetsavdelning; hon presiderade vid den första internationella konferensen för kommunistkvinnor 1920, och grundade samma år den feministiska tidningen Kommunistka.
Armand avled plötsligt, den 24 september 1920, då hon smittades med kolera under en semester i Kaukasus. Hon begravdes i en hedersplats vid Kremlmuren. Hon har porträtterats i flera filmer.
När Alexandra Kollontaj sista gången besökte Lenins hustru Krupskaja i dennes bostad konstaterade hon att det på den synligaste platsen i vardagsrummet stod porträtt av Lenin och Inessa Armand - vända mot varandra”.